# Chimarra nigrella
Chimarra nigrella är en nattsländeart som beskrevs av Wolfram Mey 1995. Chimarra nigrella ingår i släktet Chimarra och familjen stengömmenattsländor. Inga underarter finns listade i Catalogue of Life.